# Fennellomyces heterothallicus
Fennellomyces heterothallicus är en svampart som beskrevs av P.C. Misra, N.N. Gupta & Lata 1979. Fennellomyces heterothallicus ingår i släktet Fennellomyces och familjen Syncephalastraceae.   Inga underarter finns listade i Catalogue of Life.